# ليونا وليامز
ليونا وليامز (بالإنجليزية: Leona Williams)‏ هي مغنية وكاتبة غنائية أمريكية، ولدت في 7 يناير 1943.

## وصلات خارجية
- ليونا وليامز على موقع IMDb (الإنجليزية)
- ليونا وليامز على موقع ميوزك برينز (الإنجليزية)
- ليونا وليامز على موقع أول ميوزيك (الإنجليزية)
- ليونا وليامز على موقع ديسكوغز (الإنجليزية)